# Hoplitis zonalis
Hoplitis zonalis là một loài Hymenoptera trong họ Megachilidae. Loài này được Pérez mô tả khoa học năm 1895.